# Pietraszyn
Pietraszyn (česky Petřatín; německy Klein Peterwitz) je vesnice u česko-polské státní hranice ve gmině Krzanowice v okrese Ratiboř v jižním Polsku. Místo se nachází v polské části Opavské pahorkatiny ve Slezském vojvodství. Historicky leží v Horním Slezsku, na území Moravců. 
Ve vesnici se nachází děkovná kaple sv. Barbory.

## Historie
O historii obce ve středověku se nedochovaly žádné záznamy. Od roku 1652 do roku 1925 patřila obec k farnosti v Sudicích. Původně byla součástí českého Opavského knížectví; po slezských válkách se stala součástí Pruska. Od konce druhé světové války se nachází na území Polska. Do roku 2007 zde byl hraniční přechod Pietraszyn-Sudice, zrušený v souvislosti s rozšířením Schengenského prostoru. 